# Фрідріх Траун
Фрідріх Адольф Траун (нім. Friedrich Adolf Traun; 29 березня 1876, Гамбург — 11 липня 1908, Гамбург) — німецький легкоатлет і тенісист, чемпіон літніх Олімпійських ігор 1896.
На Іграх, Траун спочатку брав участь у легкоатлетичних змаганнях. У бігу на 100 і 800 метрів він вибував у перших раундах.
Потім, він брав участь у змаганнях з тенісу — в одиночному та парному розрядах. В одиночному він вибув у першому раунді, програвши британцеві Джону Пію Боланду. В парному розряді, його партнером по команді був Боланд. У чвертьфіналі вони обіграли пару грецьких братів Арістідіса та Константіноса Акратоулосів. Не маючи суперників у півфіналі, вони одразу потрапили до фіналу, де зіграли проти іншої грецької пари Діонісіоса Касдагліса та Деметріоса Петрококкіноса. Вони обіграли греків з рахунком 2: 1 і посіли перше місце.